# گیرمو کاسترو (بازیکن فوتبال اهل اسپانیا)
گیرمو کاسترو (اسپانیایی: Guillermo Castro‎؛ زادهٔ ۱۱ نوامبر ۱۹۷۳) بازیکن فوتبال اهل اسپانیا است.
از باشگاه‌هایی که در آن بازی کرده‌است می‌توان به باشگاه فوتبال الچه و باشگاه فوتبال لاس پالماس اشاره کرد.